# Гельфинген
Гельфинген (нем. Gelfingen) — деревня и бывшая коммуна в Швейцарии, в кантоне Люцерн. Население составляло 764 человека (2007 год). Официальный код — 1027. 1 января 2009 года вместе с коммунами Речвиль, Хемикон, Мозен, Мюсванген и Зульц вошла в состав Хицкирха.
Входит в состав избирательного округа Хохдорф (до 2012 года входила в состав управленческого округа Хохдорф).

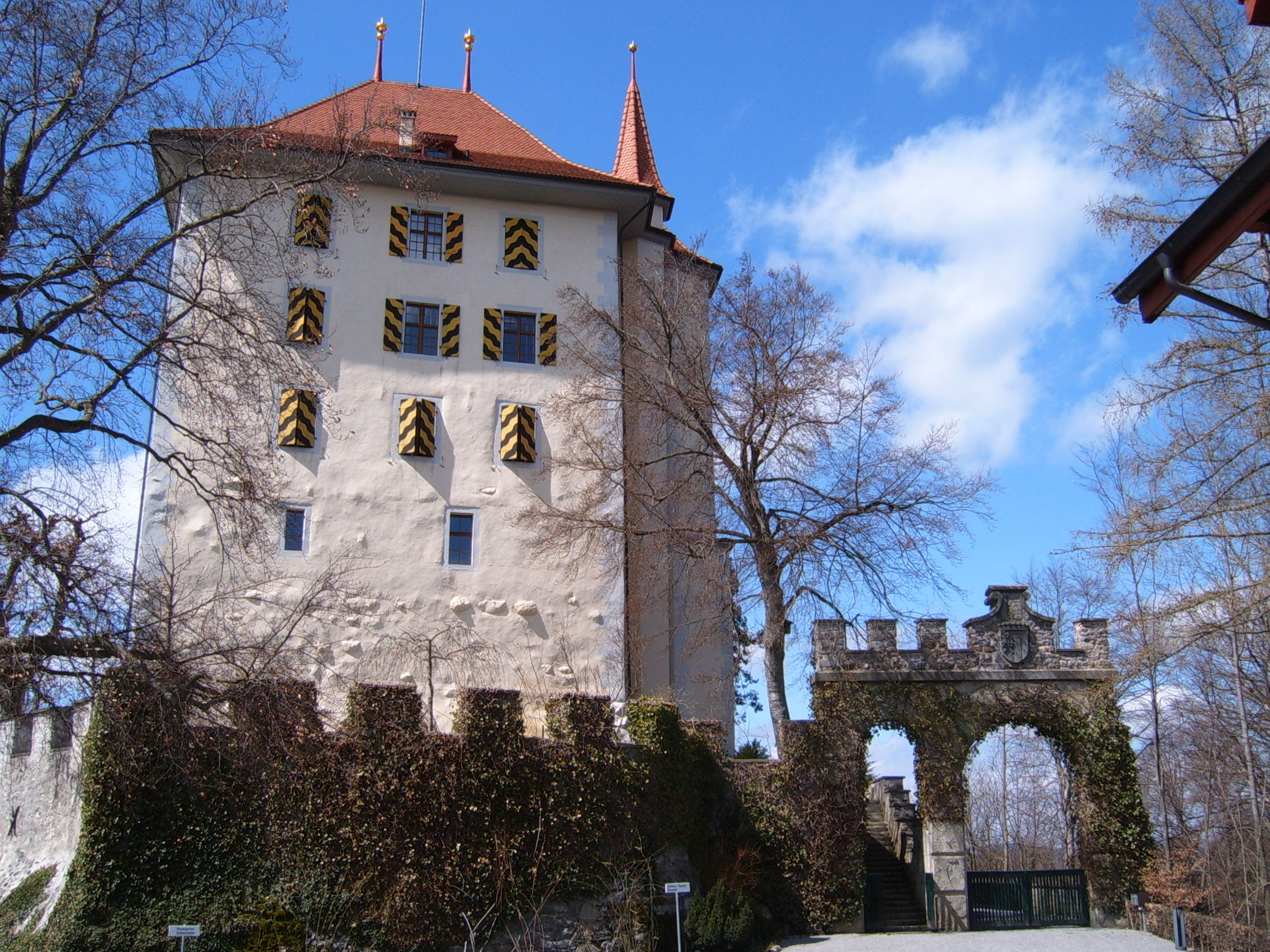
Замок Хайдегг

Гельфинген впервые упоминается в 1045 году как Gelvingun.
На выборах в 2007 году наибольшее количество голосов получила Христианско-демократическая народная партия Швейцарии (35,5 %), за Швейцарскую народную партию проголосовали проголосовали 23,3 %, за Свободную демократическую партию — 22,7 %.

## Географическое положение
Площадь Гельфинген составляла 3,9 км². 64,9 % площади составляли сельскохозяйственные угодья, 25,2 % — леса, 9,6 % территории заселено. Коммуна находится рядом с замком Хайдегг на озере Больдег. 21 мая 2006 года была сделана неудачная попытка объединения Хицкирха с ближайшими десятью коммунами, в голосовании 5 из 11 проголосовали против слияния. Позднее поступило предложение о слиянии только семи коммун (Гельфинген, Хемикон, Мозен, Мюсванген, Речвиль, Хицкирх и Зульц), которое было принято. Объединённая коммуна имела площадь 24,62 км².

## Население
На 2007 год население Гельфингена составляло 764 человека. 94,1 % жителей говорят на немецком, 1,4 % — на английском, 1,0 % — на португальском. В 2000 году 35,4 % населения были в возрасте до 19 лет, 56,3 % — от 20 до 64 лет, старше 64 лет было 8,3 % населения. На 2005 год в Гельфингене уровень безработицы составлял 1,21 %.
| 1678 | 1798 | 1850 | 1900 | 1950 | 2000 | 2007 |
| ---- | ---- | ---- | ---- | ---- | ---- | ---- |
| 381  | 307  | 497  | 443  | 469  | 709  | 764  |